# Notogibbula
Notogibbula is een geslacht van weekdieren uit de klasse van de Gastropoda (slakken).

## Soorten
- Notogibbula bicarinata (A. Adams, 1854)
- Notogibbula lehmanni (Menke, 1843)
- Notogibbula preissiana (Philippi, 1848)